# نوومیخایلوفسکی (شهرستان زیانچورینسکی، باشقیرستان)
نوومیخایلوفسکی (انگلیسی: Novomikhaylovsky, Zianchurinsky District, Republic of Bashkortostan) یک شهرک در شهرستان زیانچورینسکی استان باشقیرستان کشور روسیه است.